# حاجی

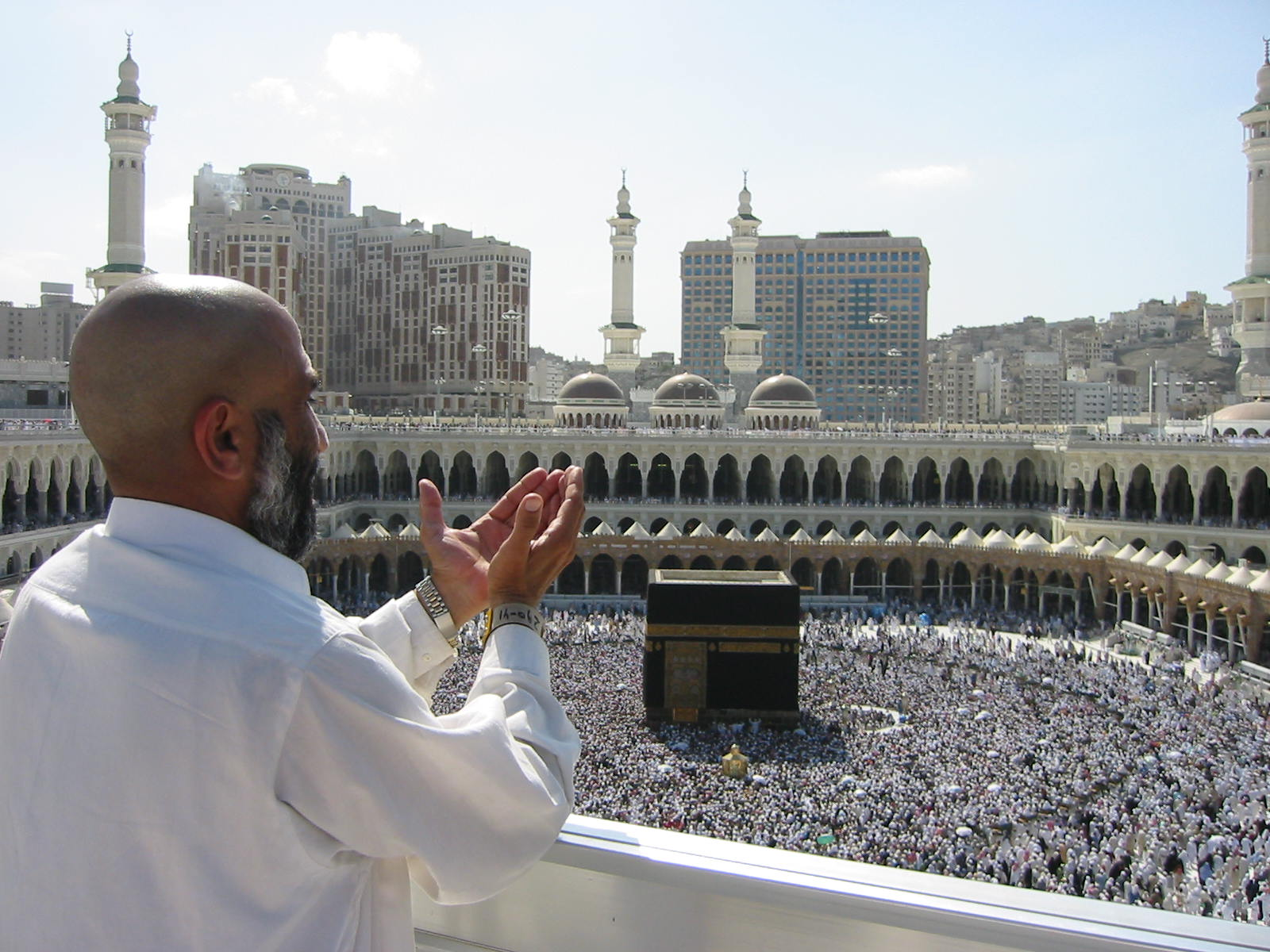
یک حاجی در حال عبادت در مسجدالحرام

.حاجی به مسلمان حج رفته می گویند. این اصطلاح در میان بیشتر مردم در اشاره به آخوند ها استفاده می‌شود.
ناصرخسرو قبادیانی